# Liste der Windmühlen in Brandenburg
Die Liste der Windmühlen in Brandenburg gibt einen Überblick über die bekannten Windmühlen unterschiedlichen Erhaltungszustandes im Land Brandenburg.

## Brandenburg an der Havel
Link zu einem Kartenansichtstool, um Koordinaten zu setzen.
| Bild | Mühle           | Lage                                           | Typ            | Erbaut | Bemerkungen                                                                |
| ---- | --------------- | ---------------------------------------------- | -------------- | ------ | -------------------------------------------------------------------------- |
| BW   | Windmühle Plaue | Plaue, Patendamm (52° 24′ 18″ N, 12° 24′ 5″ O) | Holländermühle |        | „Kähn’sche Mühle“. 1944 durch Bombenvolltreffer zerstört. kleine Überreste |

## Cottbus
Link zu einem Kartenansichtstool, um Koordinaten zu setzen.
| Bild                              | Mühle            | Lage                                 | Typ           | Erbaut | Bemerkungen |
| --------------------------------- | ---------------- | ------------------------------------ | ------------- | ------ | ----------- |
| weitere Bilder \| Fotos hochladen | Windmühle Sielow | Sielow (51° 48′ 35″ N, 14° 18′ 1″ O) | Turmholländer |        |             |

## Potsdam
Link zu einem Kartenansichtstool, um Koordinaten zu setzen.
| Bild                              | Mühle                                                       | Lage                                                              | Typ              | Erbaut                                                             | Bemerkungen |
| --------------------------------- | ----------------------------------------------------------- | ----------------------------------------------------------------- | ---------------- | ------------------------------------------------------------------ | --- |
| weitere Bilder \| Fotos hochladen | Bockwindmühle Fahrland Wikidata                             | Fahrland, Potsdam (52° 28′ 30″ N, 12° 59′ 52″ O)                  | Bockwindmühle    | 1758 / 1798                                                        | wiederhergestellt / bis 1968 in Betrieb |
| weitere Bilder \| Fotos hochladen | Historische Mühle von Sanssouci Wikidata                    | Potsdam (52° 24′ 15″ N, 13° 2′ 9″ O)                              | Galerieholländer | 1787–1791 von der holländischen Einwandererfamilie „van der Bosch“ | War nur bis 1858 in Betrieb, bereits um 1861 unter Denkmalschutz gestellt, 1945 zerstört, Wiederaufbau um 1993 fertiggestellt. Mit Windkraft mahlfähige Museumsmühle |
| Fotos hochladen                   | Schneidemühle auf dem Mühlenberg / Babertsberg (Babelsberg) | Potsdam-Babelsberg (52° 24′ 11″ N, 13° 5′ 12″ O)                  | Galerieholländer | 1753                                                               | 1848 abgebrannt / abgerissen, später Flatowturm an selber Stelle |
| weitere Bilder \| Fotos hochladen | Windmühle in Drewitz                                        | Potsdam-Drewitz, an der Nuthebrücke (52° 21′ 42″ N, 13° 6′ 55″ O) | Bockwindmühle    | 1779                                                               | Flügel 1948 durch Sturmschaden verloren, Ruine um 1982 abgebrannt.                                                                                                   |
| Fotos hochladen                   | Zichorienmühle                                              | Potsdam Schiffbauergasse (52° 24′ 12″ N, 13° 4′ 33″ O)            | Turmholländer    |                                                                    | bereits 1859/60 Umbau in ein Wohnhaus, heute teils gastronomisch genutzt                                                                                             |

## Landkreis Barnim
Link zu einem Kartenansichtstool, um Koordinaten zu setzen.
| Bild                              | Mühle                   | Lage                                                              | Typ           | Erbaut | Bemerkungen                                                                                            |
| --------------------------------- | ----------------------- | ----------------------------------------------------------------- | ------------- | ------ | --- |
| weitere Bilder \| Fotos hochladen | Windmühle Althüttendorf | Althüttendorf, Neugrimnitzer Straße (52° 57′ 28″ N, 13° 47′ 0″ O) | Bockwindmühle | 1829   | Ohne Flügel erhalten, Drehvorrichtung blockiert, bewohnt. denkmalgeschützt                             |
| BW                                | Windmühle Birkholz      | Birkholz, Bernau bei Berlin (52° 37′ 24″ N, 13° 34′ 33″ O)        | Bockwindmühle | 1450   | 1912 durch ein Feuer in Folge eines Blitzeinschlags zerstört. Keine Überreste.                         |
| BW                                | Windmühle Blumberg      | Blumberg, Ahrensfelde (52° 34′ 26″ N, 13° 34′ 11″ O)              | Bockwindmühle | 1375   | Keine Überreste. Der letzte Standort einer Bockwindmühle war nordwestlich vom Ort am heutigen Bahnhof. |
| BW                                | Windmühle Schönerlinde  | Schönerlinde, Wandlitz (52° 39′ 26″ N, 13° 26′ 40″ O)             | Bockwindmühle |        | umgebaut zu einem Wohnhaus                                                                             |
| BW                                | Windmühle Schwanebeck   | Schwanebeck, Panketal (52° 37′ 55″ N, 13° 32′ 50″ O)              | unbekannt     | 1375   | Nicht mehr vorhanden.                                                                                  |

## Landkreis Dahme-Spreewald
Link zu einem Kartenansichtstool, um Koordinaten zu setzen.
| Bild                                    | Mühle                          | Lage                                                                                             | Typ                         | Erbaut | Bemerkungen |
| --------------------------------------- | ------------------------------ | ------------------------------------------------------------------------------------------------ | --------------------------- | ------ | --- |
| weitere Bilder \| Fotos hochladen       | Bockwindmühle Falkenberg       | Falkenberg, Heideblick ()                                                                        | Bockwindmühle               | 1853   | Flügelnachbildungen |
| weitere Bilder \| Fotos hochladen       | Windmühle Freiwalde            | Freiwalde, Bersteland, südlich von Dorfstraße 23, südlich der A 13 (51° 58′ 4″ N, 13° 45′ 19″ O) | Bockwindmühle               |        | zur Motormühle umgebaut, Bock umbaut, keine Flügel, ungenutzt |
| BW                                      | Alte Mühle Friedersdorf        | Friedersdorf, Heidesee, An der Storkower Straße 10 (52° 17′ 20″ N, 13° 47′ 25″ O)                | Holländermühle              | 1856   | unter anderem für Leinsaat und Getreide, Wohnhaus aus Bruchstein ist erhalten; 1902 neues Räderwerk; 1905 Einstellung des Betriebs, da vorbeilaufende Eisenbahn wegen des Funkenflugs Stilllegung fordert. Nutzung als Restaurant |
| Direkt Bild zu diesem Denkmal hochladen | Bockwindmühle Fürstlich Drehna | Fürstlich Drehna, Luckau ()                                                                      | Bockwindmühle               |        | 2000/2001 aus Schiebsdorf nach Fürstlich Drehna umgesetzt und restauriert |
| Fotos hochladen                         | Windmühle Goyatz               | Goyatz, Schwielochsee ()                                                                         | Bockwindmühle               |        | Stark sanierungsbedürftig, Flügelreste erhalten |
| weitere Bilder \| Fotos hochladen       | Windmühle Groß Leine Wikidata  | Groß Leine, Märkische Heide, Birkenhainchener Straße 7 (51° 59′ 59″ N, 14° 3′ 36″ O)             | Turmholländer               |        | umgebaut zu einem Wohnhaus, mit Galerie, Flügel fehlen |
| Fotos hochladen                         | Hohenbrücker Mühle             | Hohenbrück, Märkische Heide ()                                                                   | Bockwindmühle               |        | umgebaut zu einem Wohnhaus, Flügelkreuz mit Türenzeug |
| Direkt Bild zu diesem Denkmal hochladen | Windmühle Langengrassau        | Langengrassau, Heideblick ()                                                                     | Bockwindmühle               |        | Ruine inzwischen abgerissen |
| weitere Bilder \| Fotos hochladen       | Windmühle Luckau               | Luckau ()                                                                                        | Bockwindmühle               | 1850   | 1999–2000 zur Landesgartenschau an der Herzberger Straße um 500 Meter versetzt und restauriert. Am 11. Mai 2006 durch Brandstiftung zerstört                                                                                      |
| weitere Bilder \| Fotos hochladen       | Luckauer Bockwindmühle         | Luckau ()                                                                                        | Bockwindmühle               |        | 2008 wurde die Luckauer Bockwindmühle unter Verwendung von Teilen der Bockwindmühle aus Stechau im Stadtpark wiederaufgebaut |
| weitere Bilder \| Fotos hochladen       | Windmühle Schiebsdorf          | Schiebsdorf, Kasel-Golzig ()                                                                     | Bockwindmühle               | 1788   | 1997 abgebaut und in Fürstlich Drehna wieder aufgebaut |
| Fotos hochladen                         | Holländerwindmühle Straupitz   | Straupitz (Spreewald) ()                                                                         | Turmholländer               | 1850   | Kombinierte Mahl-, Öl- und Sägereimühle |
| weitere Bilder \| Fotos hochladen       | Windmühle Telz                 | Telz, Mittenwalde ()                                                                             | Sockelgeschoss-Erdholländer |        | Zur Motormühle umgebaut, Flügelattrappen |

## Landkreis Elbe-Elster
Link zu einem Kartenansichtstool, um Koordinaten zu setzen.
| Bild                                    | Mühle                             | Lage                                                                  | Typ               | Erbaut | Bemerkungen |
| --------------------------------------- | --------------------------------- | --------------------------------------------------------------------- | ----------------- | ------ | --- |
| weitere Bilder \| Fotos hochladen       | Bockwindmühle Altbelgern Wikidata | Altbelgern, Mühlberg/Elbe, Elbstraße 6 (51° 28′ 37″ N, 13° 11′ 55″ O) | Bockwindmühle     | 1834   | 1990–1998 restauriert; denkmalgeschützt |
| Direkt Bild zu diesem Denkmal hochladen | Windmühle Doberlug-Kirchhain      | Doberlug-Kirchhain ()                                                 | Bockwindmühle     |        | umgebaut zu einer motorbetriebenen Mühle |
| Fotos hochladen                         | Bockwindmühle Drasdo              | Drasdo, Uebigau-Wahrenbrück ()                                        | Bockwindmühle     |        | |
| weitere Bilder \| Fotos hochladen       | Windmühle Dubro                   | Dubro, Schönewalde ()                                                 | Turmholländer     | 1880   | |
| Fotos hochladen                         | Windmühle Eichholz                | Eichholz, Heideland ()                                                | Paltrockwindmühle |        | |
| Fotos hochladen                         | Bockwindmühle Elsterwerda         | Elsterwerda ()                                                        | Bockwindmühle     |        | wiederhergestellt |
| Fotos hochladen                         | Bockwindmühle Falkenberg          | Falkenberg, Heideblick ()                                             | Paltrockwindmühle |        | umgebaut zu einer motorbetriebenen Mühle |
| weitere Bilder \| Fotos hochladen       | Windmühle Grassau                 | Grassau, Schönewalde ()                                               | Paltrockwindmühle | 1832   | Die Windmühle wurde 1832 von Königsberg nach Grassau umgesetzt und dort bis 1970 genutzt. 1997 kaufte die Gemeinde Oppelhain die Mühle, wo diese bis 2001 restauriert wurde.     |
| Fotos hochladen                         |                                   | Großrössen, Falkenberg/Elster ()                                      | Bockwindmühle     |        | |
| Direkt Bild zu diesem Denkmal hochladen | Windmühle Großthiemig             | Großthiemig ()                                                        | Turmholländer     |        | Stumpf erhalten (Stand: 1996) |
| Fotos hochladen                         | Windmühle Herzberg                | Herzberg (Elster) ()                                                  | Turmholländer     |        | Stumpf erhalten (Stand: 1995) |
| weitere Bilder \| Fotos hochladen       | Windmühle Kauxdorf                | Kauxdorf, Uebigau-Wahrenbrück ()                                      | Turmholländer     |        | stark beschädigt, Reste von Haube und Flügeln erhalten (Stand: 1995) |
| Fotos hochladen                         | Windmühle Kölsa                   | Kölsa, Falkenberg/Elster ()                                           | Bockwindmühle     |        | Hausbaum erhalten |
| weitere Bilder \| Fotos hochladen       | Windmühle Kosilenzien             | Kosilenzien, Bad Liebenwerda ()                                       | Paltrockwindmühle |        | verfallen |
| Fotos hochladen                         | Holländerwindmühle Koßdorf        | Koßdorf, Mühlberg/Elbe ()                                             | Turmholländer     | 1912   | wiederhergestellt |
| weitere Bilder \| Fotos hochladen       | Bockwindmühle Lebusa              | Lebusa ()                                                             | Bockwindmühle     |        | wiederhergestellt |
| weitere Bilder \| Fotos hochladen       | Bockwindmühle Lichtena            | Lichtena, Doberlug-Kirchhain ()                                       | Bockwindmühle     |        | |
| Direkt Bild zu diesem Denkmal hochladen | Windmühle Massen-Niederlausitz    | Massen-Niederlausitz ()                                               | Turmholländer     |        | Stumpf erhalten |
| Fotos hochladen                         | Paltrockwindmühle Oppelhain       | Oppelhain, Rückersdorf ()                                             | Paltrockwindmühle |        | |
| weitere Bilder \| Fotos hochladen       | Paltrockwindmühle Schönewalde     | Schönewalde ()                                                        | Paltrockwindmühle | 1815   | wurde in Egsdorf bei Baruth als Bockwindmühle errichtet, 1940 in Schönewalde zur Paltrockwindmühle umgebaut, ab 1958 Antrieb durch Elektromotor bis 1974. 1992–1995 restauriert. |
| weitere Bilder \| Fotos hochladen       | Windmühle Stechau                 | Stechau, Fichtwald ()                                                 | Bockwindmühle     |        | demontiert, wesentliche Teile wurden zum Wiederaufbau der Luckauer Bockwindmühle verwendet. Seit 2008 steht diese im Stadtpark von Luckau.                                       |
| weitere Bilder \| Fotos hochladen       | Bockwindmühle Trebbus             | Trebbus, Doberlug-Kirchhain ()                                        | Bockwindmühle     |        | wiederhergestellt |
| Fotos hochladen                         | Windmühle Wehrhain                | Wehrhain, Schlieben ()                                                | Erdholländer      |        | Antrag auf Abriss durch Besitzer gestellt, am 1. Januar 2011 gegen 01:15 Uhr durch Brand zerstört.                                                                               |
| Fotos hochladen                         | Windmühle Wiederau                | Wiederau, Uebigau-Wahrenbrück ()                                      | Bockwindmühle     |        | |

## Landkreis Havelland
Link zu einem Kartenansichtstool, um Koordinaten zu setzen.
| Bild                                    | Mühle               | Lage                                            | Typ               | Erbaut | Bemerkungen |
| --------------------------------------- | ------------------- | ----------------------------------------------- | ----------------- | ------ | --- |
| weitere Bilder \| Fotos hochladen       | Bockwindmühle Bamme | Bamme, Nennhausen (52° 35′ 2″ N, 12° 26′ 10″ O) | Bockwindmühle     | 1569   | 1334 erstmals urkundlich erwähnt, 1569 grundlegend erneuert. Nach erheblichen Zerstörungen durch den Orkan Kyrill im Herbst 2007 von 2017 bis 2018 wiederhergestellt. |
| Direkt Bild zu diesem Denkmal hochladen | Windmühle Grünefeld | Grünefeld, Schönwalde-Glien ()                  | Paltrockwindmühle |        | verfallene Überreste, Fundamentring erhalten (Stand: 1995) |
| Fotos hochladen                         | Windmühle Paretz    | Paretz, Ketzin/Havel ()                         | Bockwindmühle     |        | umgebaut zu einem Wohnhaus, Segelgatterflügel |
| Direkt Bild zu diesem Denkmal hochladen | Windmühle Prietzen  | Prietzen, Havelaue ()                           | Bockwindmühle     |        | wiederhergestellt |
| Direkt Bild zu diesem Denkmal hochladen | Gahlbergs Mühle     | Strodehne, Havelaue ()                          | Bockwindmühle     | 1858   | umgebaut zu einem Wohnhaus |

## Landkreis Märkisch-Oderland
Link zu einem Kartenansichtstool, um Koordinaten zu setzen.
| Bild                                    | Mühle                          | Lage                                                 | Typ                     | Erbaut | Bemerkungen                             |
| --------------------------------------- | ------------------------------ | ---------------------------------------------------- | ----------------------- | ------ | --------------------------------------- |
| Fotos hochladen                         | Windmühle Altlandsberg         | Altlandsberg ()                                      | Sockelgeschossholländer |        | umgebaut zu einer Gaststätte            |
| Fotos hochladen                         | Windmühle Beiersdorf           | Beiersdorf, Beiersdorf-Freudenberg ()                | Bockwindmühle           |        | Flügel fehlen, Notdach, Ruine           |
| Direkt Bild zu diesem Denkmal hochladen | Windmühle Hohensaaten          | Hohensaaten, Bad Freienwalde (Oder) ()               | Bockwindmühle           |        | umgebaut zu einem Wohnhaus, ohne Flügel |
| weitere Bilder \| Fotos hochladen       | Windmühle Wilhelmsaue Wikidata | Wilhelmsaue, Letschin (52° 39′ 44″ N, 14° 20′ 38″ O) | Bockwindmühle           | 1885   | wiederhergestellt                       |

## Landkreis Oberhavel
Link zu einem Kartenansichtstool, um Koordinaten zu setzen.
| Bild            | Mühle                  | Lage                                                         | Typ           | Erbaut | Bemerkungen |
| --------------- | ---------------------- | ------------------------------------------------------------ | ------------- | ------ | --- |
| BW              | Windmühle Bötzow       | Bötzow, Oberkrämer (52° 39′ 11″ N, 13° 8′ 2″ O)              | Bockwindmühle |        | verfallen |
| BW              | Windmühle Bredereiche  | Bredereiche, Fürstenberg/Havel (53° 8′ 13″ N, 13° 14′ 49″ O) | Turmholländer |        | konischer Stumpf, Ziegelmauerwerk, Haube ohne Flügel                                                                                 |
| BW              | Windmühle Groß Ziethen | Groß-Ziethen, Kremmen (52° 57′ 45″ N, 13° 53′ 22″ O)         | Erdholländer  |        | umgebaut zu einer motorbetriebenen Mühle, Haube und Flügel fehlen. (Stand: 1995) Informationszentrum Geopark Eiszeitland am Oderrand |
| Fotos hochladen | Windmühle Vehlefanz    | Vehlefanz, Oberkrämer (52° 43′ 33″ N, 13° 5′ 41″ O)          | Bockwindmühle |        | wiederhergestellt |

## Landkreis Oberspreewald-Lausitz
Link zu einem Kartenansichtstool, um Koordinaten zu setzen.
| Bild                              | Mühle                           | Lage                                                                 | Typ           | Erbaut | Bemerkungen                                                                    |
| --------------------------------- | ------------------------------- | -------------------------------------------------------------------- | ------------- | ------ | ------------------------------------------------------------------------------ |
| weitere Bilder \| Fotos hochladen | Windmühle Altdöbern Wikidata    | Altdöbern, Senftenberger Straße (51° 38′ 40″ N, 14° 2′ 5″ O)         | Turmholländer |        | Stumpf erhalten                                                                |
| weitere Bilder \| Fotos hochladen | Windmühle Calau Wikidata        | Calau, Finsterwalder Straße ()                                       | Bockwindmühle |        | umgebaut zu einer motorbetriebenen Mühle                                       |
| weitere Bilder \| Fotos hochladen | Windmühle Calau 2 Wikidata      | Calau, Säritzer Weg (51° 44′ 45″ N, 13° 56′ 13″ O)                   | Bockwindmühle |        | restauriert, Bock umbaut, Flügelnachbildungen, denkmalgeschützt                |
| weitere Bilder \| Fotos hochladen | Windmühle Dörrwalde Wikidata    | Dörrwalde, Großräschen, Lindenstraße (51° 35′ 5″ N, 14° 3′ 26″ O)    | Turmholländer |        | restauriert, denkmalgeschützt                                                  |
| weitere Bilder \| Fotos hochladen | Hindenberger Windmühle Wikidata | Hindenberg, Lübbenau/Spreewald ()                                    | Bockwindmühle |        |                                                                                |
| weitere Bilder \| Fotos hochladen | Radduscher Windmühle Wikidata   | Raddusch, Vetschau/Spreewald ()                                      | Bockwindmühle | 1723   | 1991 abgerissen                                                                |
| weitere Bilder \| Fotos hochladen | Jungs Mühle Wikidata            | Wormlage, Großräschen, Mühlenweg 10 (51° 36′ 23″ N, 13° 53′ 29″ O)   | Bockwindmühle |        | Hausbaum erhalten                                                              |
| weitere Bilder \| Fotos hochladen | Schäfers Mühle Wikidata         | Wormlage, Großräschen, Mühlenweg 9 (51° 36′ 21″ N, 13° 53′ 32″ O)    | Bockwindmühle |        | Hausbaum erhalten (Stand 2016)                                                 |
| weitere Bilder \| Fotos hochladen | Windmühle Zerkwitz Wikidata     | Zerkwitz, Lübbenau/Spreewald, Mühlweg (51° 51′ 37″ N, 13° 55′ 18″ O) | Turmholländer |        | umgebaut zu einem Wohnhaus                                                     |
| weitere Bilder \| Fotos hochladen | Windmühle Zwietow Wikidata      | Zwietow, Luckaitztal (51° 41′ 12″ N, 13° 57′ 25″ O)                  | Bockwindmühle |        | umgebaut zu einer motorbetriebenen Mühle, Anbauten, keine Flügel (Stand: 1997) |

## Landkreis Oder-Spree
Link zu einem Kartenansichtstool, um Koordinaten zu setzen.
| Bild                                    | Mühle                            | Lage                                    | Typ           | Erbaut | Bemerkungen                                                    |
| --------------------------------------- | -------------------------------- | --------------------------------------- | ------------- | ------ | -------------------------------------------------------------- |
| Fotos hochladen                         | Windmühle Beeskow                | Beeskow ()                              | Bockwindmühle |        | umgebaut zu einer motorbetriebenen Mühle                       |
| Direkt Bild zu diesem Denkmal hochladen | Windmühle Fünfeichen             | Fünfeichen, Schlaubetal ()              | Turmholländer | 1882   | Ruine                                                          |
| Direkt Bild zu diesem Denkmal hochladen | Windmühle Ketschendorf           | Neu-Ketschendorf, Fürstenwalde/Spree () | Turmholländer |        | Stumpf erhalten                                                |
| Fotos hochladen                         | Windmühle Giesendorf-Wulfersdorf | Giesendorf-Wulfersdorf, Tauche ()       | Bockwindmühle |        | umgebaut zur motorbetriebenen Mühle, ohne Flügel (Stand: 1996) |
| weitere Bilder \| Fotos hochladen       | Windmühle Kohlsdorf              | Kohlsdorf, Beeskow ()                   | Bockwindmühle |        | Ruine                                                          |
| Direkt Bild zu diesem Denkmal hochladen | Windmühle Hammer                 | Hammer, Liebenwalde ()                  | Erdholländer  |        | umgebaut zu einem Wohnhaus                                     |
| Fotos hochladen                         | Holländerwindmühle Leißnitz      | Leißnitz, Friedland (Niederlausitz) ()  | Turmholländer |        | Stumpf erhalten                                                |
| weitere Bilder \| Fotos hochladen       | Windmühle Tauche                 | Tauche ()                               | Bockwindmühle |        | zur Motormühle umgebaut, ohne Flügel                           |
| Direkt Bild zu diesem Denkmal hochladen | Windmühle Tempelberg             | Tempelberg, Steinhöfel ()               | Turmholländer |        | umgebaut zu einem Wohnhaus, Flügelattrappen                    |

## Landkreis Ostprignitz-Ruppin
Link zu einem Kartenansichtstool, um Koordinaten zu setzen.
| Bild                                    | Mühle                 | Lage                            | Typ                     | Erbaut | Bemerkungen                                                      |
| --------------------------------------- | --------------------- | ------------------------------- | ----------------------- | ------ | ---------------------------------------------------------------- |
| Direkt Bild zu diesem Denkmal hochladen | Windmühle Blesendorf  | Blesendorf, Heiligengrabe ()    | Bockwindmühle           |        | verfallene Überreste                                             |
| Direkt Bild zu diesem Denkmal hochladen | Windmühle Bückwitz    | Bückwitz, Wusterhausen/Dosse () | Bockwindmühle           |        | verfallen                                                        |
| Direkt Bild zu diesem Denkmal hochladen | Windmühle Freyenstein | Freyenstein ()                  | Turmholländer           |        |                                                                  |
| weitere Bilder \| Fotos hochladen       | Windmühle Neuruppin   | Neuruppin ()                    | Sockelgeschossholländer |        | umgebaut zu einer motorbetriebenen Mühle, (1996–1997 abgebrannt) |
| Direkt Bild zu diesem Denkmal hochladen | Windmühle Niemerlang  | Niemerlang, Wittstock/Dosse ()  | Erdholländer            |        | im Januar 2008 eingestürzt, Reste vorhanden (Stand: 2009)        |
| Direkt Bild zu diesem Denkmal hochladen | Windmühle Rheinsberg  | Rheinsberg ()                   | Turmholländer           |        |                                                                  |

## Landkreis Potsdam-Mittelmark
Link zu einem Kartenansichtstool, um Koordinaten zu setzen.
| Bild                                    | Mühle                                             | Lage                                                                                       | Typ                     | Erbaut              | Bemerkungen |
| --------------------------------------- | ------------------------------------------------- | ------------------------------------------------------------------------------------------ | ----------------------- | ------------------- | --- |
| weitere Bilder \| Fotos hochladen       | Bockwindmühle Beelitz Wikidata                    | Beelitz (52° 14′ 2″ N, 12° 59′ 26″ O)                                                      | Bockwindmühle           | 1792                | 1930 umgebaut zu einer motorbetriebenen Mühle, bis 1965 in Betrieb. Vollständige Rekonstruktion 2005–2007.; denkmalgeschützt |
| weitere Bilder \| Fotos hochladen       | Bockwindmühle Borne Wikidata                      | Borne, Bad Belzig, südlich des Ortskerns (52° 6′ 26″ N, 12° 32′ 21″ O)                     | Bockwindmühle           | 1803                | 1956 wurde die Mühle stillgelegt und 1960 der Gemeinde Borne als Baudenkmal übereignet. 1994 bis 1997 erfolgte die Restaurierung der Mühle; denkmalgeschützt |
| weitere Bilder \| Fotos hochladen       | Bockwindmühle Cammer                              | Cammer, Planebruch, an der Straße nach Golzow (52° 15′ 44″ N, 12° 39′ 35″ O)               | Bockwindmühle           |                     | wiederhergestellt; denkmalgeschützt |
| weitere Bilder \| Fotos hochladen       | Turmwindmühle Cammer                              | Cammer, Planebruch ()                                                                      | Turmholländer           |                     | umgebaut zu einer motorbetriebenen Mühle |
| Direkt Bild zu diesem Denkmal hochladen | Windmühle auf dem Mühlenberg                      | Derwitz, Werder (Havel) ()                                                                 | Bockwindmühle           |                     | nicht mehr vorhanden, das letzte bekannte Foto ist vom 27. September 1891 |
| Fotos hochladen                         | Windmühle Groß Marzehns                           | Groß Marzehns, Rabenstein/Fläming ()                                                       | Turmholländer           |                     | ohne Flügel (Stand: 1996) |
| weitere Bilder \| Fotos hochladen       | Drachenwindmühle Haseloff                         | Haseloff, Mühlenfließ ()                                                                   | Turmholländer           | 1894                | wiederhergestellt |
| weitere Bilder \| Fotos hochladen       | Bockwindmühle Ketzür Wikidata                     | Ketzür, Beetzseeheide, Unter den Linden; auf dem Mühlenfeld (52° 29′ 49″ N, 12° 37′ 56″ O) | Bockwindmühle           | 1861                | restauriert 2005/06; denkmalgeschützt |
| weitere Bilder \| Fotos hochladen       | Paltrock- und Bockwindmühlen Langerwisch Wikidata | Langerwisch, Michendorf, Bergholzer Straße 20 (52° 19′ 14″ N, 13° 5′ 4″ O)                 | Paltrockwindmühle       | 1839 in Oranienburg | wiederhergestellt; denkmalgeschützt |
| weitere Bilder \| Fotos hochladen       | Paltrock- und Bockwindmühlen Langerwisch Wikidata | Langerwisch, Michendorf, Bergholzer Straße 20 (52° 19′ 14″ N, 13° 5′ 3″ O)                 | Bockwindmühle           | 1938 in Paretz      | Mit Windrichtungsnachführung, wiederhergestellt. Miniaturmühle im Maßstab 1:4 als „Lehrmühle“ gebaut. denkmalgeschützt |
| weitere Bilder \| Fotos hochladen       | Bockwindmühle Langerwisch                         | Langerwisch, Michendorf (52° 18′ 38″ N, 13° 3′ 38″ O)                                      | Bockwindmühle           | 1709                | verfallen, 2002 endgültig eingestürzt, nur wenige Reste auf Privatgrundstück erhalten |
| weitere Bilder \| Fotos hochladen       | Windmühle Lobbese                                 | Lobbese, Treuenbrietzen ()                                                                 | Bockwindmühle           |                     | Hausbaum erhalten |
| weitere Bilder \| Fotos hochladen       | Bockwindmühle Marzahna Wikidata                   | Marzahna, Treuenbrietzen (52° 0′ 1″ N, 12° 46′ 19″ O)                                      | Bockwindmühle           | 1828                | Erbaut in Treuenbrietzen, 1895 umgesetzt nach Marzahna. 1928 Einbau eines Elektromotors als Zusatzantrieb. 1960 wird der Mühlenbetrieb eingestellt. Ab 1991 Restaurierung der Mühle, wird 2000 als technisches Denkmal eingeweiht. denkmalgeschützt                                                |
| weitere Bilder \| Fotos hochladen       | Windmühle Michendorf                              | Michendorf ()                                                                              | Turmholländer           |                     | denkmalgeschützt |
| Fotos hochladen                         | Wildenhains Mühle                                 | Niemegk ()                                                                                 | Sockelgeschossholländer | 1880                | Mühlensockel; denkmalgeschützt |
| weitere Bilder \| Fotos hochladen       | Fläming Mühle                                     | Niemegk, an der Landstraße nach Zixdorf ()                                                 | Turmholländer           | 1906                | In den 1950er Jahren wurde die Mühlentechnik und Elektromotor umgestellt. Der Betrieb wurde 1990 eingestellt. Seit 1998 steht die Mühle unter Denkmalschutz und wird wiederhergestellt. Technik und Antrieb (Dieselmotor aus den 1930er Jahren) sind wieder voll funktionsfähig.; denkmalgeschützt |
| weitere Bilder \| Fotos hochladen       | Windmühle Nudow                                   | Nudow, Nuthetal ()                                                                         | Bockwindmühle           |                     | umgebaut zu einer motorbetriebenen Mühle |
| weitere Bilder \| Fotos hochladen       | Windmühle Reppinichen                             | Reppinichen, Wiesenburg/Mark ()                                                            | Bockwindmühle           |                     | zwei Mahlsteine und Mühlengrundstück sichtbar (Stand 2010) |
| weitere Bilder \| Fotos hochladen       | Windmühle Reppinichen                             | Reppinichen, Wiesenburg/Mark ()                                                            | Bockwindmühle           |                     | verfallen (Stand 2010) |
| Fotos hochladen                         | Windmühle Teltow                                  | Teltow ()                                                                                  | Bockwindmühle           |                     | |
| weitere Bilder \| Fotos hochladen       | Brendels Mühle                                    | Treuenbrietzen ()                                                                          | Turmholländer           |                     | Stumpf und Haube erhalten (Stand: 2010) |
| weitere Bilder \| Fotos hochladen       | Inselmühle                                        | Werder (Havel), Am Mühlenberg (52° 22′ 37″ N, 12° 56′ 33″ O)                               | Bockwindmühle           |                     | wiederhergestellt; denkmalgeschützt |
| Fotos hochladen                         | Turmholländerwindmühle Werder                     | Petzow, Werder (Havel) (52° 21′ 21″ N, 12° 57′ 29″ O)                                      | Turmholländer           |                     | mehrere Meter hoher Turm vorhanden |
| Fotos hochladen                         | Hübners Mühle                                     | Werder (Havel) (52° 22′ 32″ N, 12° 55′ 13″ O)                                              | Bockwindmühle           |                     | Brandruine am Stadtpark |
| Direkt Bild zu diesem Denkmal hochladen | Schulzes Mühle                                    | Werder (Havel) ()                                                                          | Bockwindmühle           |                     | Der Standort befand sich südwestlich von Hübners Mühle etwa 300 Meter entfernt. Reste der Mühle sind nicht mehr vorhanden. |
| Fotos hochladen                         | Windmühle Wusterwitz Wikidata                     | Wusterwitz ()                                                                              | Turmholländer           |                     | denkmalgeschützt |
| Fotos hochladen                         | Windmühle Wusterwitz Wikidata                     | Wusterwitz, Mühlenstraße Straße 1a ()                                                      | Turmholländer           |                     | denkmalgeschützt |

## Landkreis Prignitz
Link zu einem Kartenansichtstool, um Koordinaten zu setzen.
| Bild                                    | Mühle                    | Lage                                                               | Typ                     | Erbaut | Bemerkungen                                                |
| --------------------------------------- | ------------------------ | ------------------------------------------------------------------ | ----------------------- | ------ | ---------------------------------------------------------- |
| BW                                      | Windmühle Baek-Steinberg | Steinberg, Groß Pankow, Baeker Straße (53° 9′ 5″ N, 11° 53′ 58″ O) | Turmholländer           |        | konischer Stumpf, Ziegelmauerwerk                          |
| BW                                      | Windmühle Groß Lüben     | Groß Lüben, Bad Wilsnack (52° 57′ 21″ N, 11° 55′ 8″ O)             | Galerieholländer        | 1883   | umgebaut zu einem Wohnhaus                                 |
| Direkt Bild zu diesem Denkmal hochladen | Windmühle Lütkendorf     | Lütkendorf, Putlitz ()                                             | Sockelgeschossholländer |        | umgebaut zu einer motorbetriebenen Mühle. 2005 abgerissen. |
| weitere Bilder \| Fotos hochladen       | Windmühle Weisen         | Weisen, Schilder Straße 1 (53° 1′ 36″ N, 11° 47′ 19″ O)            | Erdholländer            |        |                                                            |

## Landkreis Spree-Neiße
Link zu einem Kartenansichtstool, um Koordinaten zu setzen.
| Bild                                    | Mühle                              | Lage                                                                             | Typ           | Erbaut | Bemerkungen                                                                        |
| --------------------------------------- | ---------------------------------- | -------------------------------------------------------------------------------- | ------------- | ------ | ---------------------------------------------------------------------------------- |
| Direkt Bild zu diesem Denkmal hochladen | Windmühle Gablenz                  | Gablenz, Neuhausen/Spree ()                                                      | Bockwindmühle |        | umgebaut zur motorbetriebenen Mühle, stark beschädigt, Flügel fehlen (Stand: 1995) |
| Fotos hochladen                         | Windmühle Hornow                   | Hornow, Spremberg, Mühlenstraße/Spremberger Straße (51° 38′ 7″ N, 14° 31′ 18″ O) | Bockwindmühle |        | umgebaut zu einer motorbetriebenen Mühle, ohne Flügel (Stand: 2015)                |
| weitere Bilder \| Fotos hochladen       | Windmühle Tauer Wikidata           | Tauer, Hauptstraße 110 (51° 53′ 46″ N, 14° 27′ 0″ O)                             | Bockwindmühle |        | Ruine, denkmalgeschützt                                                            |
| weitere Bilder \| Fotos hochladen       | Holländerwindmühle Turnow Wikidata | Turnow, Turnow-Preilack, Ausbau Windmühle 5 (51° 51′ 43″ N, 14° 23′ 3″ O)        | Turmholländer | 1854   | umgebaut zu einer motorbetriebenen Mühle, denkmalgeschützt                         |

## Landkreis Teltow-Fläming
Link zu einem Kartenansichtstool, um Koordinaten zu setzen.
| Bild                                    | Mühle                          | Lage                                                      | Typ                  | Erbaut | Bemerkungen |
| --------------------------------------- | ------------------------------ | --------------------------------------------------------- | -------------------- | ------ | --- |
| Fotos hochladen                         | Bockwindmühle Baruth/Mark      | Baruth/Mark ()                                            | Bockwindmühle        |        | umgebaut zu einem Wohnhaus |
| Fotos hochladen                         | Holländerwindmühle Baruth/Mark | Baruth/Mark ()                                            | Galerieturmholländer |        | ohne Flügel, Technik teilweise vorhanden |
| weitere Bilder \| Fotos hochladen       | Windmühle Blönsdorf            | Blönsdorf, Niedergörsdorf (51° 57′ 16″ N, 12° 53′ 33″ O)  | Turmholländer        | 1880   | 1986 umgebaut zu einem Wohnhaus |
| Fotos hochladen                         | Windmühle Dahme/Mark           | Dahme/Mark ()                                             | Bockwindmühle        |        | |
| Fotos hochladen                         | Hochzeitsmühle Dennewitz       | Dennewitz, Niedergörsdorf (51° 58′ 0″ N, 13° 0′ 32″ O)    | Bockwindmühle        |        | 1994/96 von Kaltenborn hierher versetzt |
| Direkt Bild zu diesem Denkmal hochladen | Windmühle Dennewitz            | Dennewitz, Niedergörsdorf ()                              | Bockwindmühle        |        | abgerissen |
| Fotos hochladen                         | Bockwindmühle Gölsdorf         | Gölsdorf, Niedergörsdorf (51° 57′ 37″ N, 12° 58′ 51″ O)   | Bockwindmühle        |        | wiederhergestellt |
| Fotos hochladen                         | Windmühle Görsdorf             | Görsdorf, Dahmetal ()                                     | Bockwindmühle        |        | umgebaut zu einer motorbetriebenen Mühle, stark beschädigt, ohne Flügel |
| Fotos hochladen                         | Windmühle Illmersdorf          | Illmersdorf, Ihlow ()                                     | Bockwindmühle        |        | Ruine in den 1990er Jahren abgerissen, Teile fanden Verwendung bei der Hochzeitsmühle in Dennewitz                                                                                       |
| weitere Bilder \| Fotos hochladen       | Bockwindmühle Kaltenborn       | Kaltenborn, Niedergörsdorf (51° 58′ 57″ N, 12° 56′ 47″ O) | Bockwindmühle        |        | abgerissen, Reste zum Aufbau der Hochzeitsmühle Dennewitz verwendet |
| weitere Bilder \| Fotos hochladen       | Windmühle Kolpin               | Schöna-Kolpien, Dahme/Mark ()                             | Erdholländer         | 1843   | 1936 teilweise zerstört, danach wurde der Betrieb auf Diesel- später Elektromotor umgestellt. 1950 Erneuerung der Mühlentechnik. Stilllegung 1987, Restaurierung von 1991 bis 1996.      |
| weitere Bilder \| Fotos hochladen       | Windmühle Merzdorf             | Merzdorf, Baruth/Mark ()                                  | Bockwindmühle        |        | |
| weitere Bilder \| Fotos hochladen       | Windmühle Mellnsdorf Wikidata  | Mellnsdorf, Niedergörsdorf (51° 57′ 5″ N, 12° 51′ 48″ O)  | Bockwindmühle        | 1810   | wiederhergestellt |
| Fotos hochladen                         | Windmühle Niedergörsdorf       | Niedergörsdorf ()                                         | Bockwindmühle        |        | inzwischen beseitigt |
| Direkt Bild zu diesem Denkmal hochladen | Windmühle Niendorf (Ihlow)     | Niendorf, Ihlow ()                                        | Bockwindmühle        |        | Ruine 2017 beseitigt |
| Fotos hochladen                         | Windmühle Oehna                | Oehna, Niedergörsdorf ()                                  | Paltrockwindmühle    |        | Mühlensockel; Im Archiv Günter Rapp (Deutsche Fotothek) wird fälschlicherweise Bautzen-Oehna angegeben. Tatsächlich handelt es sich aber um das Brandenburgische Oehna (Niedergörsdorf). |
| weitere Bilder \| Fotos hochladen       | Friedensmühle Petkus           | Petkus, Baruth/Mark ()                                    | Paltrockwindmühle    | 1835   | als Bockwindmühle erbaut, 1950 zur Paltrockwindmühle umgebaut, wiederhergestellt |
| Fotos hochladen                         | Windmühle Rosenthal            | Rosenthal, Dahme/Mark ()                                  | Turmholländer        |        | |
| weitere Bilder \| Fotos hochladen       | Paltrockwindmühle Saalow       | Saalow, Am Mellensee (52° 11′ 25″ N, 13° 23′ 14″ O)       | Paltrockwindmühle    |        | Mitte des 19. Jahrhunderts erbaut als Bockwindmühle in Berlin, 1903 Umsetzung nach Saalow, 1937 Umbau zur Paltrockmühle, bis 1971 in Betrieb                                             |
| Fotos hochladen                         | Scheunenwindmühle Saalow       | Saalow, Am Mellensee (52° 11′ 42″ N, 13° 22′ 41″ O)       | Scheunenwindmühle    | 1864   | die Scheunenwindmühle stand in Podemus (Sachsen), 1980 dort abgebaut und 1992 bis 1993 in Saalow wieder aufgebaut und rekonstruiert                                                      |
| weitere Bilder \| Fotos hochladen       | Windmühle Wahlsdorf            | Wahlsdorf, Dahme/Mark ()                                  | Bockwindmühle        |        | umgebaut zu einem Wohnhaus |
| Fotos hochladen                         | Windmühle Zagelsdorf           | Zagelsdorf, Dahme/Mark ()                                 | Bockwindmühle        |        | Hausbaum erhalten |

## Landkreis Uckermark
Link zu einem Kartenansichtstool, um Koordinaten zu setzen.
| Bild                                    | Mühle                      | Lage                                                               | Typ                     | Erbaut | Bemerkungen |
| --------------------------------------- | -------------------------- | ------------------------------------------------------------------ | ----------------------- | ------ | --- |
| Direkt Bild zu diesem Denkmal hochladen | Windmühle Eickstedt-Wollin | Eickstedt-Wollin ()                                                | Bockwindmühle           |        | Hausbaum und verfallene Überreste |
| Fotos hochladen                         | Windmühle Flieth           | Flieth, Flieth-Stegelitz ()                                        | Bockwindmühle           |        | Hausbaum und verfallene Überreste |
| Direkt Bild zu diesem Denkmal hochladen | Windmühle Fürstenwerder    | Fürstenwerder, Nordwestuckermark ()                                | Turmholländer           |        | |
| Direkt Bild zu diesem Denkmal hochladen | Windmühle Göritz           | Göritz ()                                                          | Sockelgeschossholländer |        | stark beschädigt, Flügelreste (Stand: 1997) |
| Fotos hochladen                         | Windmühle Greiffenberg     | Greiffenberg, Angermünde (53° 5′ 27″ N, 13° 56′ 18″ O)             | Erdholländer            |        | eine der letzten Erdholländermühlen in Brandenburg; Besonderheit: Standort wurde im Zuge der Landschaftsgestaltung und Eisenbahnführung von Lenné festgelegt; 2006 eingestürzt, Teile sind erhalten und eingelagert, ein Verein bemüht sich um den Wiederaufbau; der Mühlenkörper wurde 2013 neu aufgebaut |
| Direkt Bild zu diesem Denkmal hochladen | Windmühle Hohenselchow     | Hohenselchow, Hohenselchow-Groß Pinnow ()                          | Bockwindmühle           |        | stark beschädigt, ohne Flügel (Stand: 1995) |
| Direkt Bild zu diesem Denkmal hochladen | Windmühle Jagow            | Jagow, Uckerland ()                                                | Bockwindmühle           |        | stark beschädigt, Flügelreste erhalten (Stand: 1995) |
| Fotos hochladen                         | Windmühle Luckow           | Luckow, Casekow, Casekower Straße 4 (53° 14′ 19″ N, 14° 12′ 28″ O) | Bockwindmühle           | 1824   | 1853 umgesetzt, in den 1920er Jahren Umbau auf elektrischen Antrieb, wird rekonstruiert. Denkmalgeschützt |
| Direkt Bild zu diesem Denkmal hochladen | Windmühle Wollschow        | Wollschow, Brüssow ()                                              | Bockwindmühle           |        | Überreste |
| Fotos hochladen                         | Windmühle Zichow           | Zichow ()                                                          | Turmholländer           |        | |